# Juli Sánchez
Juli Sánchez est un footballeur international andorran né le 20 juin 1978 à Andorre-la-Vieille qui évolue actuellement au FC Santa Coloma au poste d'attaquant. Il est l'un des joueurs les plus capés de l'équipe d'Andorre de football avec 73 matchs et 1 but marqué.
Il a fait ses débuts en équipe nationale en 1996.